# Nina Winthrop
Nina Winthrop (* 5. července 1956) je americká choreografka. Narodila se v New Yorku a studovala na Bennington College. Mezi její taneční učitele patřili například Merce Cunningham a Erick Hawkins. Svou vlastní taneční společnost s názvem Nina Winthrop and Dancers založila v roce 1991. Za svou kariéru získala granty například od organizací New York City Department of Cultural Affairs, Asian Cultural Council a dalších. Dále působila například jako kurátorka programu Dance Conversations @ The Flea. V roce 1991 vytvořila spolu s Johnem Calem balet Iphigenia in Tauris (Cale složil hudbu, Winthrop připravila choreografii). Dále spolupracovala například s hudebníkem Garym Lucasem.